# Río Shapsujo
El río Shapsujo (del ruso: Шапсухо) es un río del krai de Krasnodar, en la costa del mar Negro, en el sur de Rusia. Discurre por el raión de Tuapsé del krai. Su nombre deriva del de la etnia adigué shapsug, que habitaba el valle del río.

## Curso
Nace en las vertientes meridionales del Cáucaso occidental, 9 km al este de Moldavánovka. El río tiene más de 40 afluentes, de los cuales los más importantes son el Shchel Kuznetsova, el Burjan, el Gremuchaya, y el Defany o Defanovka y el Shchel Tumanova. Tiene una longitud de 41 km, una cuenca de 384 km² y un caudal medio de 9.2 m³/s, que en los periodos de crecidas puede llegar a 700 m³/s. Discurre en sus primeros tramos en dirección al oeste y más tarde traza sinuosos meandros en dirección al sur. El valle del río se ensancha en la zona de su curso bajo, llegando a los 300 m de amplitud. De nacimiento a desembocadura atraviesa las siguientes localidades: Moldavánovka, Defanovka, Tenguinka y Lérmontovo, donde desemboca en el mar Negro. 

## Turismo
Los sedimentos que arrastra el río forman playas en la zona de su delta, donde también se halla una estación náutica.